# Chien truffier

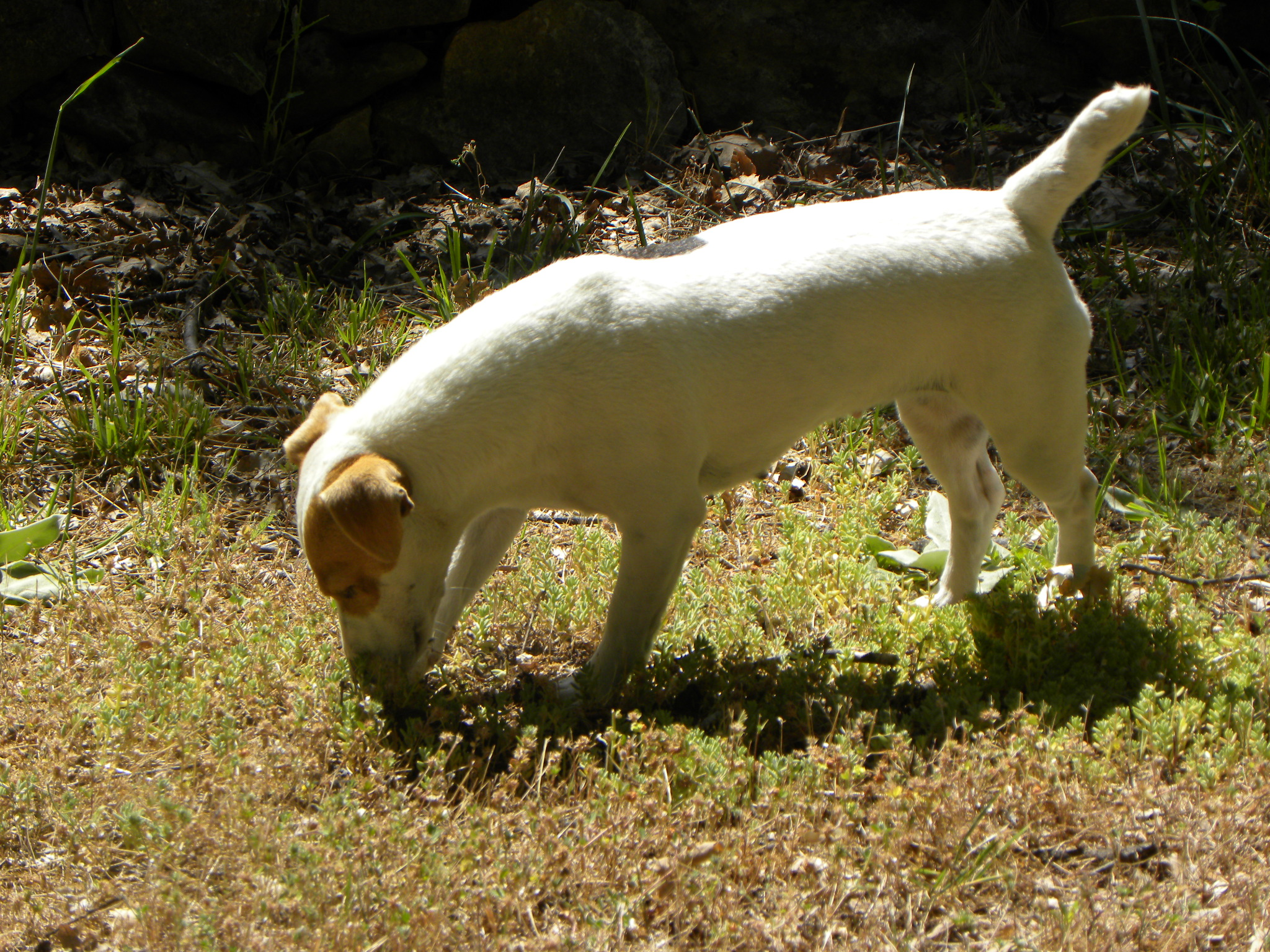
Chien truffier en action.

Un chien truffier est, comme son nom l'indique, éduqué pour trouver des truffes dans le sol grâce à son odorat. 
Son maître lui apprend tout d'abord à retrouver des objets enterrés en le récompensant régulièrement, puis il lui apprend à reconnaître l'odeur de la truffe. Enfin, il lui apprend à ne pas croquer la truffe quand il en trouve une.
Pour la récompense, des biscuits pour chiens ou des plaquettes de viandes séchées sont privilégiés.
Tous les chiens peuvent chercher des truffes. La qualité de leur travail dépend d'un entraînement régulier. Il faut disposer d'une truffière pour affiner la capacité du chien à détecter les truffes mûres. Les chiens de chasse sont souvent perturbés par le gibier. Quelques races de chiens utilisés dans cette activité : Lagotto Romagnolo, rottweiler, berger allemand, labrador, berger australien. Les chiens de race, les bâtards ou les corniauds peuvent être employés.